# Њу Бритен (Пенсилванија)
Њу Бритен (енгл. New Britain) град је у америчкој савезној држави Пенсилванија.

## Демографија
По попису из 2010. године број становника је 3.152, што је 27 (0,9%) становника више него 2000. године.
| Група             | 2000.         | 2010.         |
| Белци             | 2.962 (94,8%) | 2.923 (92,7%) |
| Афроамериканци    | 64 (2,0%)     | 50 (1,6%)     |
| Азијати           | 25 (0,8%)     | 41 (1,3%)     |
| Хиспаноамериканци | 51 (1,6%)     | 86 (2,7%)     |
| Укупно            | 3.125         | 3.152         |